# 899 هـ
899 هـ هي سنة في التقويم الهجري امتدت مقابلةً في التقويم الميلادي بين سنتي 1493 و1494.

## مواليد
- أبو الحسن البكري
- عبد الله بن أحمد الفاكهي

## وفيات
- أحمد زروق (فقيه)
- ابن زكري التلمساني
- الحافظ التنسي
- سالم المشاط
- أحمد زروق